# Hoboken-Verzeichnis
De J. Haydn, Thematisch-bibliographisches Werkverzeichnis, kortweg Hoboken-Verzeichnis is een manier om de werken van Joseph Haydn in te delen, in 1957 opgesteld door de Nederlandse musicoloog Anthony van Hoboken.
In tegenstelling tot bijvoorbeeld de opus-indeling zijn de werken niet chronologisch gesorteerd, maar per type compositie. De lijst gaat als volgt:

## Indeling
- I. Symfonieën 1-108
- Ia. Ouvertures 1-16
- II. Divertimenti in vier of meer delen 1-47
- III. Strijkkwartetten 1-83b
- IV. Divertimenti in drie delen 1-11
- V. Strijktrio's 1-21o
- VI. Verschillende Duo's 1-6
- VII. Concerti voor verschillende instrumenten
- VIII. Marsen 1-7
- IX. Dansen 1-29
- X. Verschillende werken voor bariton 1-12
- XI. Trio's voor bariton, viool of altviool en cello 1-126
- XII. Duo's met bariton 1-25
- XIII. Concerti voor bariton 1-3
- XIV. Divertimenti met piano 1-13
- XV. Trio's met piano, viool of fluit en cello 1-40
- XVa. Pianoduo's
- XVI. Pianosonates 1-52
- XVII. Pianostukken 1-12
- XVIIa. Pianostukken voor vier handen 1-2
- XVIII. Pianoconcerti 1-11
- XIX. Stukken voor mechanische klok (Flötenuhr) 1-32
- XX/1. Instrumentale versie van Die sieben letzten Worte unseres Erlösers am Kreuze
- XX/2. Choraalversie van Die sieben letzten Worte unseres Erlösers am Kreuze
- XXI. Oratoria 1-3, nummer 2 is Die Schöpfung
- XXII. Missen 1-14
- XXIII. Andere kerkmuziek
- XXIV. Cantates en aria's met orkest
- XXV. Twee-, drie- en vierstemmige liederen
- XXVI. Liederen en cantates met piano
- XXVII. Canons kerkelijk 1-10, seculier 1-47
- XXVIII. Opera's 1-13
- XXIX. Marionetten opera's
- XXX. Incidental Music
- XXXI. Arrangementen van (273) Schotse en (60) Welshe volksliederen

Bach-Werke-Verzeichnis · Buxtehude-Werke-Verzeichnis · Deutsch (Schubert) · Händel-Werke-Verzeichnis · Köchelverzeichnis (Mozart) · Hoboken-Verzeichnis (Haydn) · Ryom-Verzeichnis (Vivaldi)